# Tampouor
Tampouor est une localité du département de Guéguéré, dans la province d’Ioba (région du Sud-Ouest) au Burkina Faso. En 2006, cette localité comptait 642 habitants dont 54.7% de femmes.